# اکداملا، شاوشات
اکداملا، شاوشات (به لاتین: Akdamla, Şavşat) یک منطقهٔ مسکونی در ترکیه است که در استان آرتوین واقع شده‌است.

## خصوصیات
اکداملا ۱۱۲ نفر جمعیت دارد.